# 山田 (名古屋市)
山田（やまだ）は、愛知県名古屋市北区にある町名。現行行政地名は山田一丁目から山田四丁目と山田町3丁目及び山田町4丁目。住居表示は山田一丁目から山田四丁目が実施済み、山田町3丁目及び山田町4丁目が未実施。

## 地理
名古屋市北区の南東部に位置し、山田一丁目の北西に山田二丁目、北東に山田町3丁目、山田町3丁目の北東の順に山田町4丁目、山田三丁目、山田四丁目と並んでいる。また、山田一丁目の南に大曽根、山田二丁目の西に平安、山田二丁目の北に上飯田南町、山田二丁目の東と山田町3丁目の北西と山田町4丁目の西に山田西町、山田四丁目の北に上飯田東町と山田北町、各丁目の南東・南に東区矢田と接する。

## 歴史
春日井郡（西春日井郡）山田村を前身とする。

### 沿革

#### 山田町
- 1889年（明治22年）10月1日 - 町村制施行・合併に伴い、西春日井郡六郷村大字山田となる[1]。
- 1921年（大正10年）8月22日 - 名古屋市東区へ編入し、同区山田町となる[1]。
- 1928年（昭和3年）12月20日 - 一部が山田西町・山田北町・山田東町となる[1][2]。
- 1939年（昭和14年）11月1日 - 一部を山田西町・山田北町・山田東町へ編入[1][2]。
- 1944年（昭和19年）2月11日 - 行政区変更に伴い、北区所属となる[1]。
- 2004年（平成16年）11月20日 - 一部が平安二丁目・山田一〜四丁目となる[WEB 1]。

#### 山田
- 2004年度（平成16年度） - 大曽根地区で土地区画整理事業換地処分
- 2004年（平成16年）11月20日 - 北区山田町・矢田町・東大曽根町・平安通・報徳町・山田西町・山田北町・上飯田東町・上飯田南町の各一部より、以下の通り同区山田一〜四丁目が成立[WEB 1]。
  - 一丁目 - 東大曽根町（上5丁目・本通6丁目）・平安通（4丁目）・山田町（1～2丁目）の各一部
  - 二丁目 - 上飯田南町（5丁目）・平安通（4丁目）・報徳町・山田町（1～3丁目）・山田西町（1丁目全域および2～3丁目の一部）の各一部
  - 三丁目 - 山田町（2〜5丁目）の一部
  - 四丁目 - 上飯田東町（1丁目）・矢田町（1丁目）・山田町（4〜5丁目）・山田北町（1丁目）の各一部

## 世帯数と人口
2019年（平成31年）1月1日現在の世帯数と人口は以下の通りである。
| 町丁・丁目 | 世帯数    | 人口    |
| ---------- | --------- | ------- |
| 山田町     | 303世帯   | 548人   |
| 山田一丁目 | 743世帯   | 1,235人 |
| 山田二丁目 | 849世帯   | 1,755人 |
| 山田三丁目 | 40世帯    | 94人    |
| 山田四丁目 | 1,008世帯 | 2,015人 |
| 計         | 2,943世帯 | 5,647人 |

## 学区
市立小・中学校に通う場合、学校等は以下の通りとなる。また、公立高等学校に通う場合の学区は以下の通りとなる。なお、小学校は学校選択制度を導入しておらず、番毎で各学校に指定されている。
| 町丁・丁目 | 番・番地等 | 小学校                                                           | 中学校                 | 高等学校 |
| ---------- | ---------- | ---------------------------------------------------------------- | ---------------------- | -------- |
| 山田町     | 全域       | 名古屋市立六郷北小学校                                           | 名古屋市立大曽根中学校 | 尾張学区 |
| 山田一丁目 | 全域       | 名古屋市立飯田小学校 名古屋市立六郷小学校 名古屋市立六郷北小学校 | 名古屋市立大曽根中学校 | 尾張学区 |
| 山田二丁目 | 全域       | 名古屋市立飯田小学校 名古屋市立六郷北小学校                      | 名古屋市立大曽根中学校 | 尾張学区 |
| 山田三丁目 | 全域       | 名古屋市立六郷北小学校                                           | 名古屋市立大曽根中学校 | 尾張学区 |
| 山田四丁目 | 全域       | 名古屋市立六郷北小学校                                           | 名古屋市立大曽根中学校 | 尾張学区 |

## 交通

### 鉄道
- 名古屋市交通局（名古屋市営地下鉄）
  -  名城線 大曽根駅

### 道路
- 国道19号

## 施設
- 名古屋市立六郷北小学校

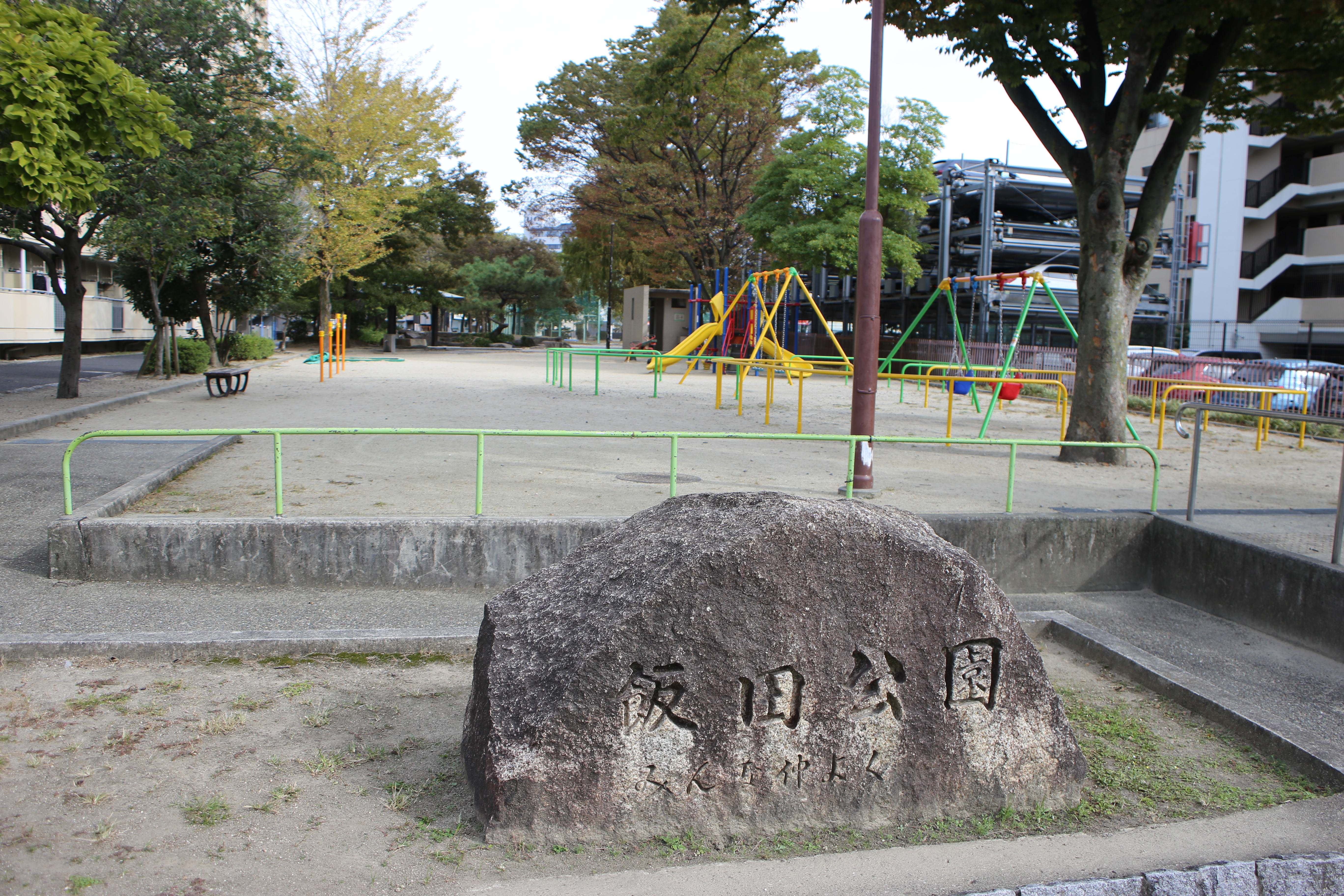
飯田公園
- 静岡銀行大曽根支店
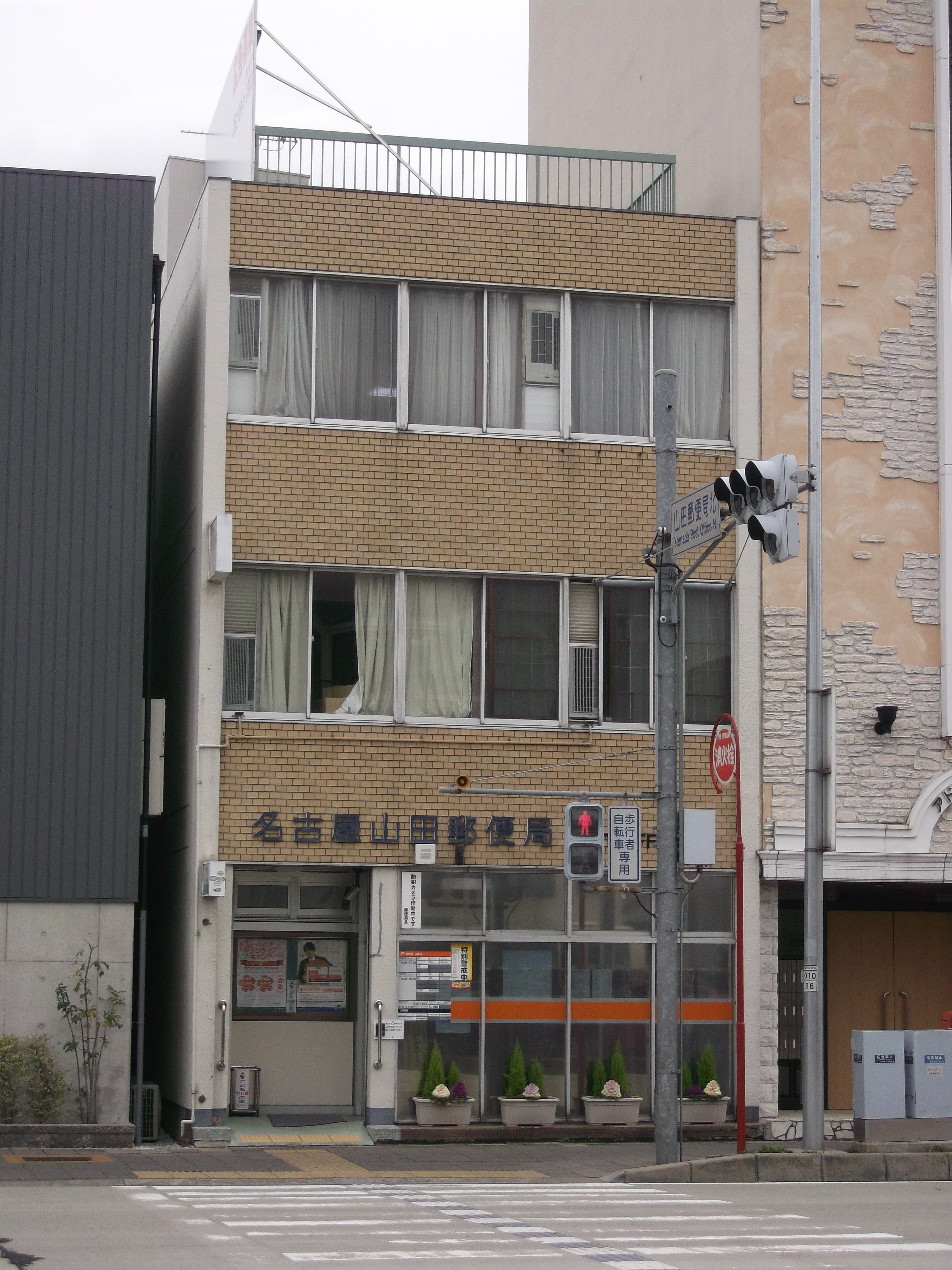
名古屋山田郵便局

- 飯田公園
- 名古屋山田郵便局

## その他

### 日本郵便
- 集配担当する郵便局は以下の通りである[WEB 9]。

| 町丁   | 郵便番号 | 郵便局         |
| ------ | -------- | -------------- |
| 山田   | 462-0810 | 名古屋北郵便局 |
| 山田町 | 462-0813 | 名古屋北郵便局 |

### WEB
1. 1 2 3  名古屋市役所市民経済局地域振興部住民課町名表示係 (2013年6月6日). “東区及び北区の一部で住居表示を実施(平成16年11月20日実施)”.   名古屋市. 2019年8月4日閲覧。
2. 1 2 3  “町・丁目(大字)別、年齢(10歳階級)別公簿人口(全市・区別)”.   名古屋市 (2019年1月23日). 2019年1月23日閲覧。
3. 1 2  “郵便番号”.  日本郵便. 2019年1月6日閲覧。
4. 1 2  “市外局番の一覧”.   総務省. 2019年1月6日閲覧。
5. 1 2  “郵便番号”.  日本郵便. 2019年1月6日閲覧。
6. ↑  “北区の町名一覧”.   名古屋市 (2015年10月21日). 2019年1月12日閲覧。
7. ↑  “市立小・中学校の通学区域一覧”.   名古屋市 (2018年11月10日). 2019年1月14日閲覧。
8. ↑  “平成29年度以降の愛知県公立高等学校（全日制課程）入学者選抜における通学区域並びに群及びグループ分け案について”.   愛知県教育委員会 (2015年2月16日). 2019年1月14日閲覧。
9. ↑  郵便番号簿 平成29年度版 - 日本郵便. 2019年01月06日閲覧 (PDF)

### 書籍
1. 1 2 3 4 5  名古屋市計画局 1992, p. 744.
2. 1 2  名古屋市計画局 1992, p. 742.